# Jaguares de Tapachula
Jaguares de Tapachula ist eine ehemalige Fußballmannschaft aus der im mexikanischen Bundesstaat Chiapas gelegenen Stadt Tapachula.

## Geschichte
Das Filialteam des Erstligisten Jaguares de Chiapas wurde vor der Saison 2003/04 in die zweitklassige Primera División 'A' aufgenommen und stieg aufgrund der schlechten Bilanz von 36 Punkten aus 38 Spielen bereits nach einem Jahr in die drittklassige Segunda División ab.
Dort spielte die Mannschaft eine Saison in der Gruppe Süd und belegte in der Apertura 2004 den vierten und in der Clausura 2005 den achten Rang.
Anschließend wurden die Jaguares aus der Liga zurückgezogen und nahmen zwei Jahre später wieder am Spielbetrieb der zweiten Liga teil, nachdem der Hauptverein die Lizenz des Drittligaaufsteigers Pachuca Juniors, eines Farmteams des CF Pachuca, erworben hatte.
Doch die Ergebnisse der beiden nächsten Spielzeiten waren noch schlechter als in der ersten Zweitliga-Saison 2003/04. So holten die Jaguares 2007/08 aus 38 Spielen lediglich 28 Punkte, und 2008/09 war die Ausbeute mit 24 Punkten aus 32 Spielen ebenfalls unbefriedigend. Die negativen Resultate mündeten im erneuten Abstieg aus der zweiten Liga, der schließlich auch das (vorläufige) Ende der Jaguares de Tapachula zur Folge hatte.

## Bekannte Spieler
- José Alejandro Nava (2003)
- César Gradito (2003)
- Omar Israel Jaime (2004)
- Esdras Rangel (2007)
- Miguel Sánchez Rincón (2008–2009)
- Carlos Balcázar (2009)

## Trainer
- 2004: Juan Alvarado Marín